# Club Esportiu Castelló 1992/93
La temporada 1991/92 va ser la 70a en la història del CE Castelló, la 35a i segona consecutiva a la Segona divisió. La plantilla va comtar amb baixes il·lustres d'alguns jugador que portaven molts anys al club. Són els casos d'Alfredo, Ibeas, Manchado o Ximet. Javi Valls i Raúl Cruselles feren patent la fractura al vestidor en quedar-se com a únics representants de la formidable generació de jugadors que la pedrera havia donat en els darrers deu anys. A la Lliga la situació de patiment per obtindre la permanència en un equip que pensava en objectius més destacats tornaren a repetir-se. Els Orelluts acabaren al 10è lloc, però a tan sols 4 punts de la Segona divisió B. A la Copa el paper no fou més remarcable.

## Plantilla

### Jugadors
| Núm. | Pos. |                     | Jugador        | Procedència       | Temporada |
| ---- | ---- | ------------------- | -------------- | ----------------- | --------- |
|      | POR  | País Valencià       | Fermín         | Vinaròs           | 1991/92   |
|      | POR  | Andalusia           | Fernando       | Málaga            | 1992/92   |
|      | POR  | Catalunya           | Roca           | Benicarló         | 1992/93   |
|      | DEF  | País Valencià       | Arias          | València          | 1992/93   |
|      | DEF  | País Valencià       | Carpio         | Yeclano           | 1992/93   |
|      | DEF  | Andalusia           | Domínguez      | Málaga            | 1992/93   |
|      | DEF  | País Valencià       | Manolo Herrero | Sevilla           | 1991/92   |
|      | DEF  | Comunitat de Madrid | Ricardo        | Sanluqueño        | 1992/93   |
|      | DEF  | Catalunya           | Robi           | Elx               | 1991/92   |
|      | DEF  | Catalunya           | Salva Terra    | Tomelloso (c)     | 1992/93   |
|      | DEF  | País Valencià       | Javi Valls     | Castelló B        | 1981/82   |
|      | DEF  | País Basc           | Zúñiga         | Oviedo            | 1992/93   |
|      | MIG  | Aragó               | Juan Carlos    | Sporting de Gijón | 1991/92   |
|      | MIG  | Brasil              | Mauricio       | Pontevedra        | 1990/91   |
|      | MIG  | Croàcia             | Mladenović     | D Zagreb          | 1991/92   |

| No. | Posició |                                 | Jugador        | Procedència    | Temporada |
| --- | ------- | ------------------------------- | -------------- | -------------- | --------- |
|     | MIG     | República Federal de Iugoslàvia | Dragan Punisic | HNK Rijeka     | 1991/92   |
|     | MIG     | Aragó                           | Tejero         | Palamós        | 1992/93   |
|     | DAV     | Comunitat de Madrid             | Guillermo      | RCD Mallorca   | 1991/92   |
|     | DAV     | Bòsnia i Hercegovina            | Emir Music     | NK Osijek      | 1991/92   |
|     | DAV     | Brasil                          | Raudnei        | Santo André    | 1992/93   |
|     | DAV     | Catalunya                       | Raúl           | Castelló B     | 1986/87   |
|     | DAV     | Castella i Lleó                 | Rojo           | Borriana       | 1991/92   |
|     | DAV     | Andalusia                       | Valentín       | Córdoba CF     | 1991/92   |
| F   | DEF     | País Valencià                   | Pepe García    | Castelló B     | 1992/93   |
| F   | MIG     | País Valencià                   | Adelantado     | Castelló B     | 1992/93   |
| F   | MIG     | País Valencià                   | Edu Serrano    | RM Aficionados | 1991/92   |
| F   | MIG     | País Valencià                   | Forner         | Castelló B     | 1992/93   |
| F   | MIG     | País Valencià                   | Roqueta        | Castelló B     | 1991/92   |
| F   | MIG     | País Valencià                   | Sergi Cid      | Castelló B     | 1992/93   |
| F   | DAV     | País Valencià                   | Cruceta        | Castelló B     | 1989/90   |

- Mauricio té la doble nacionalitat brasilera i espanyola  .

#### Altes
| Núm. | Posició |               | Jugador     | Procedència         | Preu         | Mercat |
| ---- | ------- | ------------- | ----------- | ------------------- | ------------ | ------ |
|      | POR     | Andalusia     | Fernando    | CD Málaga           | ?            | Estiu  |
|      | POR     | Catalunya     | Roca        | CD Benicarló        | ?            | Estiu  |
|      | DEF     | País Valencià | Arias       | Valencia CF         | ?            | Estiu  |
|      | DEF     | País Valencià | Carpio      | Yeclano CF          | ?            | Estiu  |
|      | DEF     | Andalusia     | Domínguez   | CD Málaga           | ?            | Estiu  |
|      | DEF     | Madrid        | Ricardo     | Atlético Sanluqueño | ?            | Estiu  |
|      | DEF     | Catalunya     | Salva Terra | Tomelloso CF        | Fi de cessió | Estiu  |
|      | DEF     | Euskadi       | Zúñiga      | Real Oviedo         | ?            | Estiu  |
|      | MIG     | Aragó         | Tejero      | Palamós CF          | ?            | Estiu  |
|      | DAV     | Brasil        | Raudnei     | EC Santo André      | ?            | Hivern |

#### Baixes
| Núm. | Posició |                 | Jugador        | Destinació     | Preu         | Mercat |
| ---- | ------- | --------------- | -------------- | -------------- | ------------ | ------ |
|      | POR     | Galícia         | Romo           | CD Cieza       | ?            | Estiu  |
|      | DEF     | País Valencià   | Alfredo        | Villarreal CF  | ?            | Estiu  |
|      | DEF     | Castella i Lleó | Benito Sánchez | Hércules CF    | ?            | Estiu  |
|      | DEF     | Madrid          | Felipe Herrero | Reial Madrid B | Fi de cessió | Estiu  |
|      | DEF     | País Valencià   | Ximet          | Retirat        |              | Estiu  |
|      | MIG     | Castella i Lleó | Ibeas          | Villarreal CF  | ?            | Estiu  |
|      | MIG     | Andalusia       | José Hurtado   | Retirat        |              | Estiu  |
|      | MIG     | Catalunya       | Manchado       | Palamós CF     | ?            | Estiu  |
|      | DAV     | País Valencià   | Edu            | CD Alcoyano    | ?            | Estiu  |

### Cos tècnic
- Entrenador: Paco Causaniles (fins a la jornada 12) i Ciriaco Cano (des de la jornada 13).